# Ambasciatori delle Città anseatiche in Austria
L'ambasciatore delle Città anseatiche in Austria era il primo rappresentante diplomatico delle Città anseatiche (Amburgo, Brema e Lubecca) in Austria (già Impero austriaco, già Sacro Romano Impero).
Le relazioni diplomatiche iniziarono ufficialmente nel 1674 e rimasero attive sino alla costituzione della Confederazione Germanica del nord nel 1867 e poi dell'Impero tedesco nel 1871 quando le funzioni passarono all'ambasciatore tedesco nell'Impero austriaco. Vennero inoltre aperti dei consolati a Trieste (1833–1868) ed a Venezia (1843–1868).

## Città Anseatiche
- 1674–1682: Tobias Sebastian Braun († 1682)
- 1682–1685: Arnold Knoop
- 1685–1689: Johann Dummer
- 1685–1711: Jobst Heinrich Koch († 1711)
- 1712–1728: Georg Ferdinand von Maul († 1728)
- 1729–1734: Andreas Gottlieb von Fabrice († 1766)
- 1734–1738: Johannes Richen (1706–1738)
- 1738–1742: Andreas Gottlieb von Fabrice († 1766)
- 1742–1744: vacante
- 1744–1766: Andreas Gottlieb von Fabrice († 1766)
- 1766–1777: Joachim Gottlieb von Fabrice
- 1777–1795: Cornelius Dammers (1722–1795)
- 1796–1810: Johann Andreas Merck (1746–)

1810-1819: Interruzione delle relazioni diplomatiche a causa delle guerre napoleoniche
- 1819–1824: Vincent Rumpff (1789–1867)
- 1824–1839: Carl von Graffen (1793–1852) Chargé d'affaires
- 1839–1848: Carl von Graffen (1793–1852)
- 1848–1853: Ludwig von Biegeleben (1812–1872) Chargé d'affaires
- 1853–1865: Johann Gustav Heckscher (1797–1865)

1866: Chiusura dell'ambasciata